# الدوري الشمالي الممتاز 2009–10
الدوري الشمالي الممتاز 2009–10 هو موسم من دوري الشمال الممتاز ‏، وهو أعلى دوري كرة قدم في أيرلندا الشمالية، فاز فيه نادي جيزيلي ‏.